# 王翁須
王 翁須（おう おうしゅ、? - 紀元前91年）は、前漢の宣帝の母で、史皇孫劉進の妻。翁須は字である。父は涿郡広望侯国出身の王虒始。母は涿郡蠡吾県出身。兄は王無故・王武。甥は王商（王武の子）。

## 生涯
8・9歳のときに広望侯劉忠（中山王劉勝の子）の子の劉仲卿の家に預けて舞踊を習う。長じて、劉仲卿は王翁須の親との約束を破って彼女を邯鄲に売買した。王虒始夫婦はお金を集めながら、娘を追いかけるが、お金を使い終わっても、娘の消息を絶ったという。
その後数年を経て、選ばれて舞姫として東宮に入った。皇太子劉拠の子である劉進の意を得て男子を出産したが、数カ月後の巫蠱の獄により、皇太子の一族はみな処刑された。彼女も謀反人の家族として処刑される。
宣帝が即位すると、生母は悼后の諡号が贈られて改葬された。宣帝は王翁須の母のことを知ると、博平君の号を贈った。